# Lijst van bultrugwaarnemingen in Nederland en België

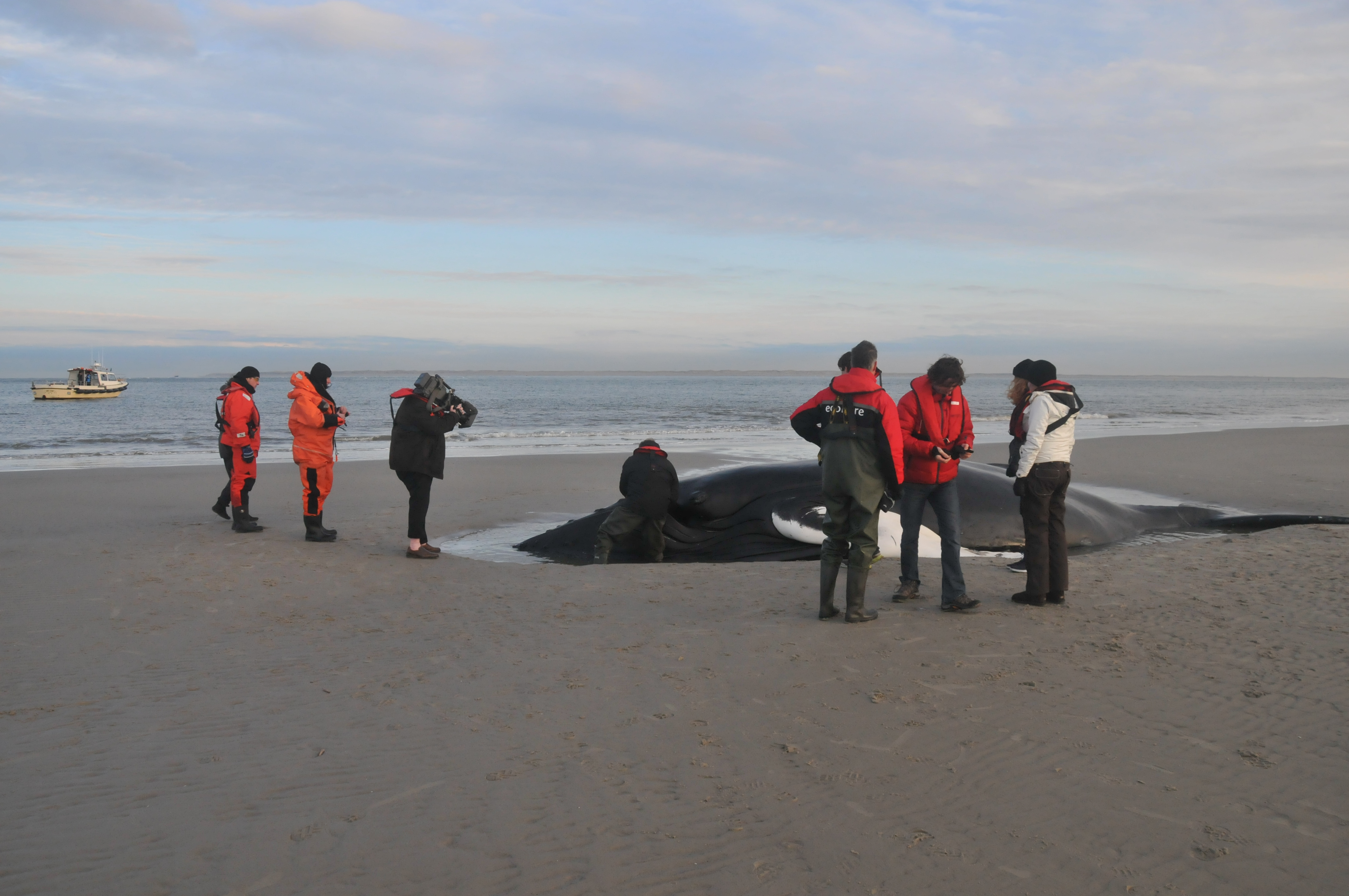
Gestrande bultrug nabij het onbewoonde eiland Razende Bol

Dit is een lijst van waarnemingen van bultruggen aan de kust van Nederland en België.
Dit artikel of overzicht is mogelijk incompleet; u kunt helpen door het uit te breiden.

## Nederland
- Op 7 oktober 2003 spoelde een dode bultrug aan op de Maasvlakte na eerder door Rijkswaterstaat uit de vaarroute nabij Hoek van Holland te zijn weggesleept. Het zou de eerste keer (in recente geschiedenis) zijn dat in Nederland een exemplaar aanspoelde. Een poging van medewerkers van Naturalis in Leiden om het skelet te behouden zodat dit zou kunnen worden tentoongesteld, mislukte. Het dier, een jong exemplaar van circa negen meter lengte, bleek al te zeer vergaan. Naturalis beschikt wel over een skelet van een bultrug, maar dit is incompleet.[1]
- Op 20 december 2003 spoelde opnieuw een bultrug aan, ditmaal bij Katwijk. De staart ontbrak. Vermoedelijk was het dier verdronken in een net. Ook deze keer probeerden medewerkers van Naturalis het skelet te behouden om dit te kunnen tentoonstellen.[1]
- Op 22 juni 2004 strandde op de Vliehors aan het Noordzeestrand van Vlieland een bultrug. Om de kop van de walvis zat een nylontouw gewikkeld, dat diep in het lichaam had gesneden. Mogelijk is dat de doodsoorzaak geweest. Het ging om een jong mannetje van circa 8 meter lengte. Het skelet van de bultrug werd geprepareerd door Naturalis en is op Ecomare te zien.[1]
- Op 12 mei 2007 zwom in het Marsdiep tussen Den Helder en Texel een bultrug rond. De ongeveer 15 meter lange walvis werd op donderdag 10 mei voor het eerst opgemerkt door de bemanning van een patrouilleboot van de Koninklijke Marine bij de Helderse zeedijk.[2]
- Van 17 november tot 21 november 2007 werd voor de kust van IJmuiden een bultrug waargenomen. Het betrof hier waarschijnlijk dezelfde bultrug die 12 mei in het Marsdiep werd waargenomen.
- Van 2 januari tot 7 januari 2009 zwom een vijftien meter lange bultrug in het Marsdiep tussen Den Helder en Texel. De bultrug werd vanuit de lucht ontdekt door de bemanning van een helikopter uit Den Helder. Ook de kapitein van de veerboot naar het eiland zag het dier zwemmen.
- Op 8 oktober 2009 werd in de Waddenzee tussen Ameland en Terschelling een dode bultrug gesignaleerd die later door een bergingsbedrijf naar de zuidwestelijke punt van het strand van Ameland getrokken werd.[1][3]
- Op 31 januari 2011 is door medewerkers van Rijkswaterstaat een (naar schatting) 6 meter lange bultrug gesignaleerd voor de kust bij Zeeland. Vanaf het schip Frans Naerebout zagen ze een bultrug zwemmen op een locatie in de Noordzee tussen Westkapelle en het werkeiland Neeltje Jans.
- Op 30 mei 2012 werd door de bemanning van het zeilschip Impuls een bultrug gesignaleerd ter hoogte van het Eierlandse Gat tussen Texel en Vlieland. De bultrug had een lengte van ongeveer 9 meter.[4]
- Op 14 augustus 2012 werd door een patrouillevaartuig van het Havenbedrijf Rotterdam een bultrug opgemerkt voor de monding van de Rotterdamse haven. De bultrug werd geschat op "8 à 9 meter lang" en oogde "dartel", aldus de bemanning.[5]
- Op 12 december 2012 is er een 12 meter lange bultrug gestrand nabij het onbewoonde eiland Razende Bol tussen Texel en Den Helder. Al snel werd dit landelijk nieuws. De walvis werd gedoopt tot Johannes. Na de dood werd dit veranderd in Johanna omdat het een vrouwtje bleek te zijn. Op 16 december 2012 is het dier doodgegaan, wat tot veel boosheid leidde bij verschillende natuurorganisaties. Uiteindelijk zijn de verscheidene reddingspogingen op niets uitgelopen. Minister Kamp van Economische Zaken en Marianne Thieme (PvdD) vinden dat er een protocol moet komen voor de handelwijze met gestrande zeezoogdieren.[1][6]
- Op 20 december 2012 werd enkele kilometers voor de kust bij Castricum een 15 meter lange bultrug met jong gezien. Het beest was aan het vissen en vanaf het strand goed te zien.[7]
- Op 16 februari 2015 werd in de Oosterschelde een bultrug gesignaleerd van een meter of 5 in de buurt van Kattendijke, Wemeldinge en Yerseke.[8]
- Sinds 2015 worden er steeds meer meldingen geregistreerd via waarneming.nl.[9]
- Sinds november 2018 zwemt er een bultrug tussen IJmuiden en Hoek van Holland; in Scheveningen wordt deze bultrug het vaakst waargenomen. Deze bultrug is omgedoopt tot Jojo, omdat het dier heen en weer zwemt.
- Sinds januari 2019 is er een tweede bultrug gezien voor de kust van Bergen aan Zee.
- Op 9 januari 2022 werd er een bultrug waargenomen op het Marsdiep tussen Den Helder en Texel.[10]
- Op 5 juli 2022 spoelde er een 7 meter lange dode bultrug aan op de Vliehors, een strand van Vlieland.
- Op 23 november 2022 werd er een bultrug waargenomen bij Terschelling - Paal 11 (FR).[11]

## België

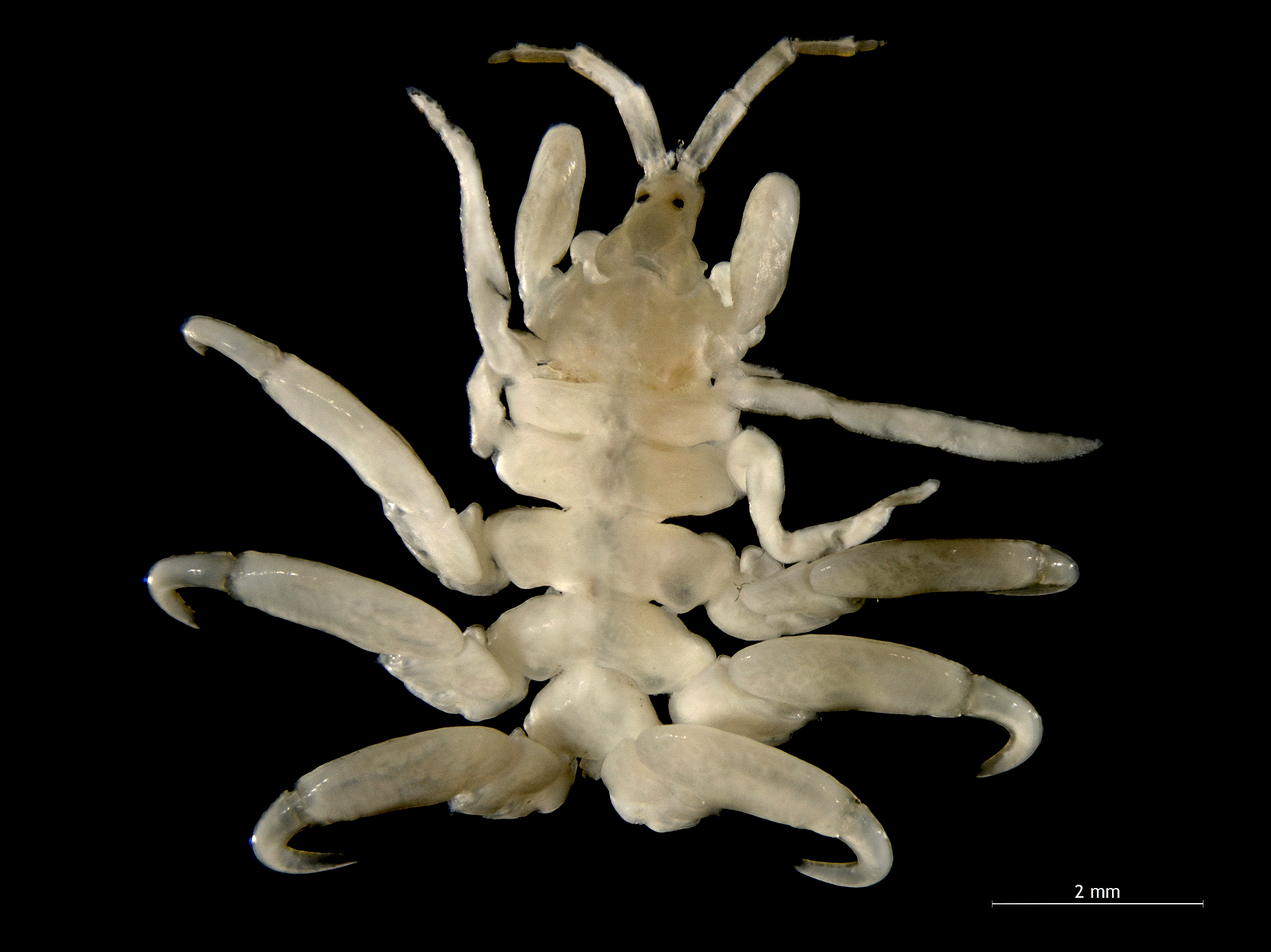
Walvisluis (Cyamus boopis), aangetroffen op de aangespoelde bultrug van 5 maart 2006.

- In 1751 sleepten vissers een dode bultrug naar het strand van Blankenberge.[12]
- Op 5 maart 2006 spoelde een dode bultrug aan op het strand van Nieuwpoort.[13] Het betrof een 10 meter lang wijfje. De rechtervin van de walvis was opengesneden, hetgeen Jan Haelters van het Koninklijk Belgisch Instituut voor Natuurwetenschappen doet vermoeden dat het dier in de Noordzee een aanvaring heeft gehad met een schip. Op het dier werden talrijke walvisluizen aangetroffen.
- Op 1 oktober 2011 werd de eerste levende bultrug gespot op ongeveer 25 kilometer voor de kust van Zeebrugge, ter hoogte van de Thorntonbank.[14]
- Op 3 september 2013 werd een bultrug gespot door het toezichtsvliegtuig van KBIN/BMM ter hoogte van de Middelkerkebank.[15]
- In januari 2019 werd een levende bultrug gespot voor de kust van Oostende door de bemanning van het onderzoeksschip Simon Stevin van het Vlaams Instituut voor de Zee (VLIZ).[16]